# Grobkornglühen
Das Grobkornglühen (auch Hochglühen genannt) zählt zu den Wärmebehandlungsverfahren für Stahl und dient der besseren Zerspanbarkeit.
Die Korngröße ergibt sich aus der Erstarrung von Metallen als Kristallite und deren nachfolgenden Verarbeitung durch Umformung und Wärmebehandlung, sie ist eine wichtige Werkstoffeigenschaft. Das kontrollierte Anwärmen, Durchwärmen und Abkühlen von Metallen zur Erzielung definierter Werkstoffeigenschaften nennt man in der Werkstoffkunde Glühen.
Das Grobkornglühen findet bei einer Temperatur oberhalb der Härtetemperatur mit einer zweckentsprechenden Abkühlung statt, um ein gröberes Korn zu erzielen. 
Grobkornglühen von Halbzeugen und Werkstücken hat das Ziel, die Spanbarkeit von Bauteilen zu verbessern, die einer großen spanabhebenden Formgebung unterliegen. Dies geschieht bei Temperaturen zwischen 950 °C und 1100 °C. Die Haltezeit muss ausreichend lang (1–4 Stunden) sein, um die gewollte Kornvergröberung zu erlangen. Damit ist das Verfahren relativ teuer. Da das Kornwachstum mit einer Verschlechterung der Bauteileigenschaften einhergeht, muss der Gefügezustand im Zuge der Endwärmebehandlung (Härten, Vergüten, Einsatzhärten usw.) durch Phasenumwandlung wieder in einen feinkörnigen Zustand überführt werden. Nach DIN 8580 zählt Glühen zu den Fertigungsverfahren durch Stoffeigenschaften ändern.